# バヤン (楽器)

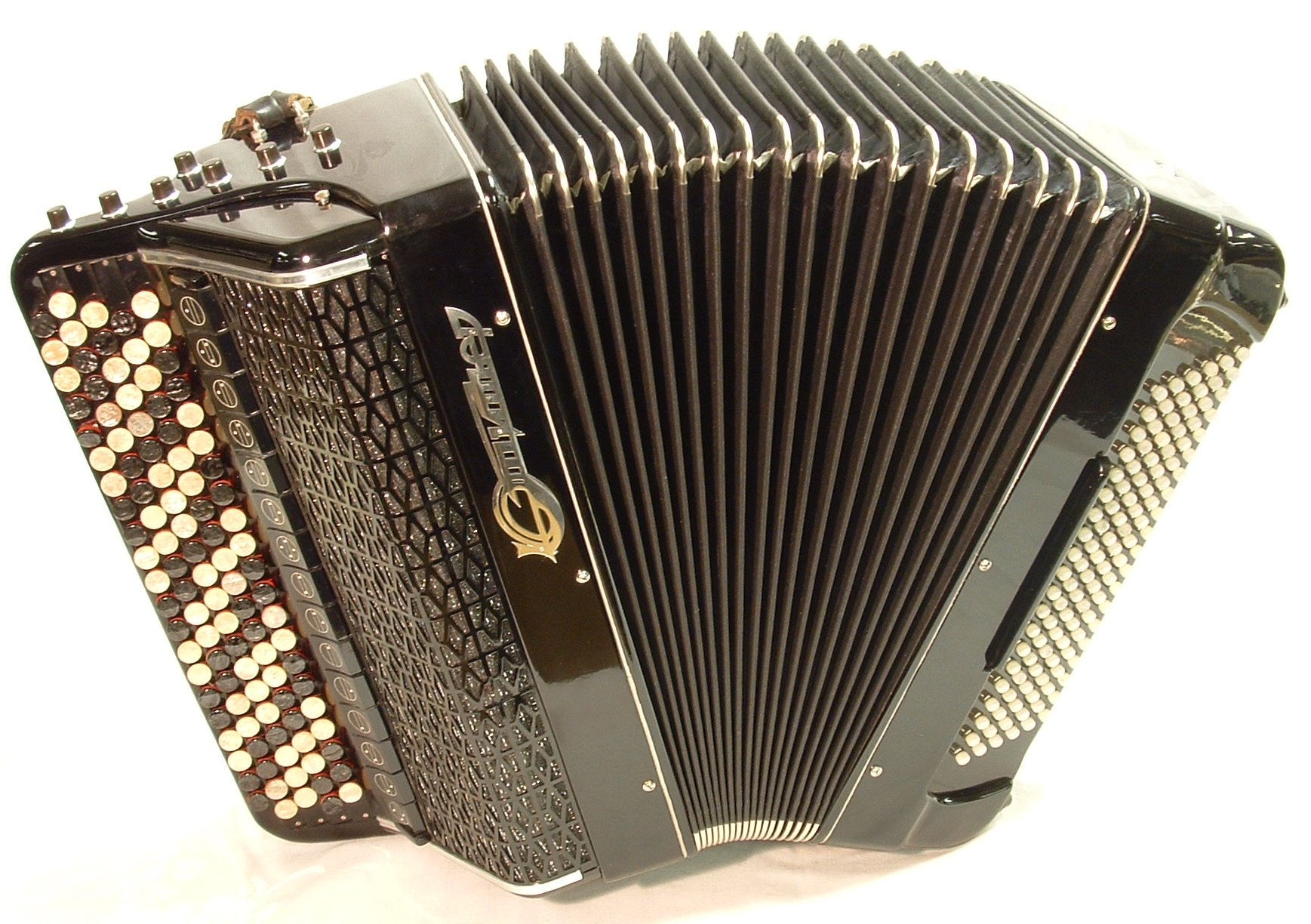
ジュピター社製のバヤン

バヤン (bayan)はロシアあるいはウクライナの民族楽器。俗にロシア式クロマティック・アコーディオンと呼ばれる。現在は民族楽器ではなく、オーケストラの中の楽器やクラシック音楽の中の楽器である。

## 概説
1907年にピョートル・ステリゴフによって発案され、バラライカとのアンサンブルの伴奏楽器として用いられてきた。後にイタリア式ボタンクロマティック・アコーディオンを参照して徹底的に構造が刷新され、1929年に原型が完成した。メーカーに依ってはイタリア式を超える改造を施したものもある。ボタン式アコーディオンのために書かれた作品はすべて演奏できるため、アコーディオンのコンクールにもバヤン奏者は大挙して押し寄せ、高い評価を得る人物が多い。オーケストラの定石楽器は長年ハーモニウムであったが、多くのメーカーが倒産してからその席をアコーディオンに奪われることになった。このため、バヤン奏者もオーケストラの楽器として扱われるようになり、多数の現代作曲家が改めてこの楽器のために作品を書き下ろしている。最も有名な例にソフィア・グバイドゥーリナが挙げられよう。主要メーカーはアッコ、ジュピター、Tuljskaya Garmonjが有名である。

## ボタン式クロマティック・アコーディオンとの違い
- リードの形状及び並べ方が微妙に異なる。
- アコーディオンの音色を決定づけるトレモロ・リードはない。
- イタリア式のボタン配列とは異なる。ロシア民謡が演奏しやすいようにしてあるという喧伝もあるが、俗説である。このため、ロシアやウクライナ以外の音楽学校ではバヤン科がない。
- レジスターの右の数は通常ボタン式は15だが、Akko社のように31に増量されたタイプが有る。重さは16.5Kgに及ぶが、これを立奏する者がいる。近年のバヤン奏者は座奏が一般的である。
- イタリア式ボタンアコーディオンは右のボタン列数が5だが、バヤンは2→3[5]→4→5→6のように増えてきた歴史がある。6列モデルを演奏する人物はまだ少ないが、Akko社が新規に開発してからこれに切り替える奏者もいる。5列式では同音連打に障害があるため、完全にどのポジションでも打てるようにしたのが6列式。これでも15.0Kgに及ぶ。
- イタリア式より圧倒的に名人芸を誇示する奏者が多く、ストリートミュージシャンの花形の楽器でもある。
- 家庭コンサートでは、3台で組[6]になって演奏会を行うことが定石である。この編成だと、音域が広く6声部が自由に演奏できるおかげで大概のクラシック音楽が編曲できる。
- かつてのモデルにはボタンの中央に穴を開けて製造していたようだが、現在その風習はない[7]。

## 関連文献
- Cherkaskyi, L. Ukrainski narodni muzychni instrumenty. Tekhnika, Kyiv, Ukraine, 2003. 262 pages. ISBN 978-966-575-111-3.
- Имханицкий М.И. История баянного и аккордеонного искусства. — М.: РАМ им. Гнесиных, 2006. — 520 с.